# Sun Wen
Sun Wen (chiń. 孙雯; pinyin Sūn Wén; ur. 6 kwietnia 1973 roku w Szanghaju, ChRL) – chińska piłkarka, zawodniczka Shanghai SVA (grająca w ataku) i reprezentacji Chin, w której zadebiutowała mając 17 lat. Grała m.in. na Mistrzostwach Świata w 1999 roku, gdzie zdobyła Złotą Piłkę i Złote Buty.

## Turnieje z udziałem Sun Wen
- Mistrzostwa Świata 1991
- Mistrzostwa Świata 1995
- Letnie Igrzyska Olimpijskie 1996
- Mistrzostwa Świata 1999
- Letnie Igrzyska Olimpijskie 2000 (srebrny medal)
- Mistrzostwa Świata 2003